# هاسینتو (میسیسیپی)
هاسینتو (به انگلیسی: Jacinto) یک منطقهٔ مسکونی در ایالات متحده آمریکا است که در شهرستان آلکورن، میسیسیپی واقع شده‌است. هاسینتو ۱۷۱ متر بالاتر از سطح دریا واقع شده‌است.